# Doritos Crash Course
Doritos Crash Course (anteriormente intitulado Avatar Crash Course) é um jogo eletrônico de plataforma 3D de rolagem lateral desenvolvido pela Wanako Games para o Xbox 360. Foi lançado gratuitamente como um dos finalistas do concurso "Unlock Xbox" patrocinado pela Doritos, ao lado da Harms Way. O conceito do jogo foi desenhado por Jill Robertson de Raleigh, Carolina do Norte, inspirado em game shows japoneses como Sasuke. Em 29 de dezembro de 2010, o jogo foi anunciado como vencedor da segunda competição "Unlock Xbox". O jogo recebeu críticas positivas da crítica. Uma versão do jogo para Windows 8, Doritos Crash Course Go!, já foi lançado.

## Jogabilidade
Em Doritos Crash Course, os jogadores precisam fazer seus avatares do Xbox 360 passarem por pistas de obstáculos cada vez mais difíceis antes que o tempo acabe. Cada curso tem um número diferente de pontos de verificação espalhados por toda parte. Se o avatar sair do percurso, o jogo começará no último checkpoint passado. O jogo é composto por três locais (Europa, Japão e Estados Unidos), cada um com cinco níveis. Alguns dos obstáculos incluem pisos desabados, cordas balançando, correntes e balões de água.

## Recepção
No final de 2010, Doritos Crash Course foi baixado mais de 1,4 milhão de vezes. Ele recebeu uma pontuação agregada de revisão de 74 no Metacritic, com base em cinco avaliações.

## Conteúdo disponível para download
Em 2 de janeiro de 2013, o DLC "City Lights" foi disponibilizado por US$ 1,99 (USD). O pacote contém quinze níveis abrangendo Las Vegas e Londres, junto com as novas versões dos níveis ambientados no Japão do jogo original.

## Sequencia
Em 8 de maio de 2013, a sequência chamada Doritos Crash Course 2 foi lançada gratuitamente no Xbox Live Arcade. Semelhante ao primeiro jogo, os avatares controlados pelos jogadores participarão de pistas de obstáculos. As tabelas de classificação permitem competições com amigos online, onde até quatro jogadores podem jogar no modo multijogador local. O jogo traz 4 novos mundos (Amazônia, Antártica, Egito e Ilha Pirata) com cinco cursos cada. Ao contrário do Doritos Crash Course, os jogadores devem coletar estrelas, que são usadas para desbloquear níveis, comprar power-ups e efeitos que mudam a aparência dos avatares no jogo.
Em 24 de abril de 2014, o jogo foi removido do Xbox Live Arcade após um anúncio de encerramento uma semana antes, em 17 de abril